# Cochleoceps
Cochleoceps is een geslacht van straalvinnige vissen uit de familie van schildvissen (Gobiesocidae).

## Soorten
De volgende soorten zijn bij het geslacht ingedeeld:
- Cochleoceps bassensis (Hutchins, 1983)
- Cochleoceps bicolor (Hutchins, 1991)
- Cochleoceps orientalis (Hutchins, 1991)
- Cochleoceps spatula (Günther, 1861)
- Cochleoceps viridis (Hutchins, 1991)